# Actimel
Actimel (известный как DanActive в США и Канаде) — пробиотический йогуртовый напиток, производимый французской компанией Danone. В 2006 году «Актимель» заработал более 1,4 миллиарда евро (1,8 миллиарда долларов США) в розничных продажах.

## История
Напиток Actimel был изобретён в 1980-е годы, когда уже были сделаны первые шаги по созданию ферментированного молока на основе Lactobacillus casei. Так продолжалось до 1994 года, когда напиток был запущен в коммерческую эксплуатацию в Бельгии. Слово Actimel произошло от голландского слова «Actieve melk», что в переводе означает «Активное молочко».

## Научная основа
Заявленные преимущества варьируются от снижения заболеваемости диареей и ринита у детей младшего возраста до улучшения иммунной функции у взрослых и пожилых людей, включая сокращение продолжительности зимних инфекций у пожилых людей. Исследование 2007 года, опубликованное в журнале The BMJ, предполагает, что продукт может помочь избежать антибиотик-ассоциированной диареи и ограничить инфекции, вызванные псевдомембранозным энтероколитом у пожилых пациентов.

## Дебаты вокруг заявлений о пользе для здоровья пробиотических продуктов
23 января 2008 года в Калифорнии был подан коллективный иск, в котором компания Danone Co. Inc. обвинялась в ложной рекламе йогурта, содержащего пробиотические бактерии (Danactive & Activia), утверждая, что заявленная польза для здоровья никогда не была доказана. Компания опровергла это обвинение.
Foodwatch утверждает, что Danone «делает из мухи слона», предполагая, что Actimel защищает от холода и укрепляет здоровье. Foodwatch считает, что компания продаёт товарный продукт как нишевый продукт с помощью брендинга.
Управление по стандартам рекламы (ASA) является независимым регулятором рекламы, стимулирования продаж и прямого маркетинга в Великобритании. По данным Spiegel Online, один телевизионный ролик от Actimel был заблокирован ASA в 2006 году, а в 2008 году — ещё один. В первом случае ASA поддержало жалобу на то, что в рекламе ошибочно подразумевалось, что дети, получающие «Актимель», не смогут заразиться бактериальными инфекциями. Между тем, во втором случае жалобы на использование фразы «Actimel научно доказан, и вы можете убедиться в этом сами на нашем сайте» (англ. «Actimel is scientifically proven and you can see that proof for yourself on our website») были удовлетворены, поскольку на сайте присутствовали только резюме или ссылки на эти исследования, а полное содержание не было доступно. Телевизионная реклама, в которой говорилось, что Actimel «научно доказанно помогает поддержать защиту детей» (англ. «scientifically-proven to help support your kids»), была запрещена Управлением по рекламным стандартам.
Алекса Мейер из Департамента наук о питании Венского университета, сравнивая пробиотические напитки и обычный йогурт, не обнаружила существенной разницы в эффекте «Актимеля» и обычного йогурта с живыми бактериями. Исследователь в области питания рекомендует высыпаться, часто мыть руки и ежедневно съедать тарелку йогурта. Она говорит, что это активирует более активные белые кровяные тельца, борющиеся с микробами, укрепляя иммунную систему, вероятно, из-за присутствия Lactobacillus bulgaricus из любого обычного йогурта, который стоит в два раза дешевле Actimel.
Эквивалентность йогуртов поддерживается Бертольдом Колецко из Мюнхенского университета — специалистом по метаболическим заболеваниям и питанию. В случае диареи Колецко советует родителям давать детям йогурт с живыми бактериями. Это не обязательно должен быть Actimel, это могут быть и другие йогуртные продукты. Измеримая польза для здоровья связана с присутствием живых Streptococcus thermophilus и Lactobacillus delbrueckii sp. Булгарикус в йогурте был обнаружен Колецко и его коллегами в 2005 году. В этом обзоре Колецко и его коллеги говорят, что было наглядно продемонстрировано, что йогурт, содержащий жизнеспособные бактерии, улучшает переваривание лактозы и устраняет симптомы непереносимости лактозы, а также явно соответствует современной концепции пробиотиков.
Чистые «всепричинные» эффекты йогуртов также были поставлены под сомнение. 6 сентября 2009 года в журнале Nature была опубликована статья Дидье Рауля, в которой утверждалось, что «обогащённые пробиотиками» йогуртовые напитки, возможно, способствовали увеличению ожирения за последние 20 лет.
В 2007 году Европейская комиссия ввела в действие постановление о требованиях к пользе для здоровья в 27 странах Европейского союза, и аналогичное постановление было рассмотрено министерством здравоохранения Канады.